# ضاحية فهد الأحمد
ضاحية فهد الأحمد، هي منطقة من مناطق محافظة الأحمدي في الكويت، سميت بهذا الاسم نسبة إلى الشيخ فهد الأحمد الصباح، تنقسم إلى أربع قطع، وتقع هذه المنطقة بين منطقتي الصباحية جنوباً، والرقة شمالاً. وتحتوي المنطقة على عدة مرافق سكنية:
- فرع مبنى التأمينات الاجتماعية.
- صالة الأفراح.
- مجموعة من البنوك التجارية .
- جمعية رئيسية.
- المستوصف.
- مخفر الشرطة.
- مبنى خدمة المواطن.
- جامع صالح اللهيمس المري